# Volta ao País Basco de 2015
A 55.ª edição da Volta ao País Basco foi uma corrida de ciclismo que se disputou entre 6 e 11 de abril de 2015. Esteve composta por seis etapas: cinco em estrada e a última em contrarrelógio. A corrida começou em Bilbao e finalizou em Aia para completar assim um percurso total de 845,2 quilómetros.
A prova pertenceu ao UCI WorldTour de 2015.
O vencedor final foi Joaquim Rodríguez, quem também fez-se com duas etapas (3.ª e 4.ª) e a classificação da regularidade. Acompanharam-lhe no pódio Sergio Henao e Ion Izagirre, respectivamente.
Nas outras classificações secundárias impuseram-se Omar Fraile (montanha), Louis Vervaeke (metas volantes) e Katusha (equipas).

## Equipas participantes
Tomaram parte na corrida 19 equipas: os 17 equipas da categoria UCI ProTeam, mais 2 de categoria Profissional Continental (Caja Rural-Seguros RGA e Cofidis, Solutions Crédits). Formando assim um pelotão de 152 ciclistas, com 8 corredores a cada equipa, dos que acabaram 106. As equipas participantes foram:
| Equipes WorldTeam (17)- AG2R La Mondiale - Astana - BMC Racing Team - Cannondale-Garmin - Etixx-Quick Step - FDJ - Giant-Alpecin - IAM Cycling - Katusha - Lampre-Merida - Lotto NL-Jumbo - Lotto-Soudal - Movistar Team - Orica-GreenEDGE - Sky - Tinkoff-Saxo - Trek Factory Racing Equipes profissionais Continentais (2)- Caja Rural-Seguros RGA - Cofidis, Solutions Crédits |
| |

## Etapas
Foram 6 etapas através de um percurso de 845,2 km. Começou com uma etapa com início e chegada em Bilbao, onde os corredores tiveram que superar 3 dificuldades montanhosas entre eles o alto de Morga de 3.ª categoria e o alto de Vivero de 2.ª categoria que se subiu duas vezes. A segunda etapa foi a mais longa da corrida sobre um percurso de 175,4 km, começando em Bilbao e finalizando em Vitoria. No percurso os corredores tiveram que superar cinco dificuldades montanhosas, a primeira o Orduña de 1.ª categoria, o alto de Salinas de Añana, o alto de San Martín de Zar, o alto de Zaldiarán, e finalmente o alto de Vitoria, todos eles de 3.ª categoria.
A 3.ª etapa teve início em Vitoria e finalizou em Zumárraga, através de 170,7 km e 8 portos de montanha em onde pela primeira vez se fez um circuito onde se encontravam as últimas três cotas. A etapa rainha foi a 4.ª iniciando no município de Zumárraga para finalizar no Santuário da Virgen de Arrate com a ascensão final ao alto de Usartza de 1.ª categoria de quase 800 metros ao 16% e com rampas acima do 20%. A quinta etapa o pelotão partiu de Eibar em direcção a Aya passando pela costa guipuzcoana com 8 dificuldades montanhosas. Uma vez em Aia, antes de chegar à linha de meta, os corredores tiveram que lhe dar a volta duas vezes a dois circuitos nos arredores, definindo a etapa no alto de Aia, um muro de quase quilómetro e meio ao 14,4% e com rampas que atingiam o 25%.
A etapa 6 foi uma contrarrelógio individual de 18,3 km com um desnivel de 300 metros e algum falso plano, para que no último quilómetro enfrentar a dura rampa de Aya.
| Etapa | Data    | Percurso                    | type                      | Distância (km) | Vencedor          | Líder geral       |
| ----- | ------- | --------------------------- | ------------------------- | -------------- | ----------------- | ----------------- |
| 1     | 6 abr.  | Bilbau – Bilbau             | etapa escarpada           | 162,7          | Michael Matthews  | Michael Matthews  |
| 2     | 7 abr.  | Bilbau – Vitoria-Gasteiz    | média montanha            | 175,4          | Fabio Felline     | Michael Matthews  |
| 3     | 8 abr.  | Vitoria-Gasteiz – Zumarraga | média montanha            | 170,7          | Joaquim Rodríguez | Sergio Henao      |
| 4     | 9 abr.  | Zumarraga – Arrate          | alta montanha             | 162,2          | Joaquim Rodríguez | Sergio Henao      |
| 5     | 10 abr. | Eibar – Aia                 | média montanha            | 155,5          | Mikel Landa       | Sergio Henao      |
| 6     | 11 abr. | Aia – Aia                   | contrarrelógio individual | 18,3           | Tom Dumoulin      | Joaquim Rodríguez |

## Desenvolvimento da corrida

### Etapa 1
| Bilbau - Bilbau | etapa escarpada | (162,7 km) |

| \| Classificação por etapas \| Classificação por etapas \| Classificação por etapas \| Classificação por etapas \| Classificação por etapas \| \| Ciclista \| Ciclista \| Equipe \| Tempo \| \| \| ------------------------ \| ------------------------ \| -------------------------- \| ------------------------ \| ------------------------ \| \| 1. \| Michael Matthews \| Orica-GreenEDGE \| 3h57m07s \| \| \| 2. \| Michał Kwiatkowski \| Etixx-Quick Step \| + 0s \| \| \| 3. \| Ilnur Zakarin \| Katusha \| + 0s \| \| \| 4. \| Kévin Réza \| FDJ \| + 0s \| \| \| 5. \| Tony Gallopin \| Lotto-Soudal \| + 0s \| \| \| 6. \| Julien Simon \| Cofidis, Solutions Crédits \| + 0s \| \| \| 7. \| Fabio Felline \| Trek Factory Racing \| + 0s \| \| \| 8. \| Valerio Agnoli \| Astana \| + 0s \| \| \| 9. \| Petr Vakoč \| Etixx-Quick Step \| + 0s \| \| \| 10. \| Daniel Moreno \| Katusha \| + 0s \| \| |                    |                            |          |
| |                    |                            |          |
| |                    |                            |          |
| Classificação por etapas |                    |                            |          |
| Ciclista | Ciclista           | Equipe                     | Tempo    |
| 1. | Michael Matthews   | Orica-GreenEDGE            | 3h57m07s |
| 2. | Michał Kwiatkowski | Etixx-Quick Step           | + 0s     |
| 3. | Ilnur Zakarin      | Katusha                    | + 0s     |
| 4. | Kévin Réza         | FDJ                        | + 0s     |
| 5. | Tony Gallopin      | Lotto-Soudal               | + 0s     |
| 6. | Julien Simon       | Cofidis, Solutions Crédits | + 0s     |
| 7. | Fabio Felline      | Trek Factory Racing        | + 0s     |
| 8. | Valerio Agnoli     | Astana                     | + 0s     |
| 9. | Petr Vakoč         | Etixx-Quick Step           | + 0s     |
| 10. | Daniel Moreno      | Katusha                    | + 0s     |

| \| Classificação geral \| Classificação geral \| Classificação geral \| Classificação geral \| Classificação geral \| \| Ciclista \| Ciclista \| Equipe \| Tempo \| \| \| ------------------- \| ------------------- \| -------------------------- \| ------------------- \| ------------------- \| \| 1. \| Michael Matthews \| Orica-GreenEDGE \| 3h57m07s \| \| \| 2. \| Michał Kwiatkowski \| Etixx-Quick Step \| + 0s \| \| \| 3. \| Ilnur Zakarin \| Katusha \| + 0s \| \| \| 4. \| Kévin Réza \| FDJ \| + 0s \| \| \| 5. \| Tony Gallopin \| Lotto-Soudal \| + 0s \| \| \| 6. \| Julien Simon \| Cofidis, Solutions Crédits \| + 0s \| \| \| 7. \| Fabio Felline \| Trek Factory Racing \| + 0s \| \| \| 8. \| Valerio Agnoli \| Astana \| + 0s \| \| \| 9. \| Petr Vakoč \| Etixx-Quick Step \| + 0s \| \| \| 10. \| Daniel Moreno \| Katusha \| + 0s \| \| |                    |                            |          |
| |                    |                            |          |
| |                    |                            |          |
| Classificação geral |                    |                            |          |
| Ciclista | Ciclista           | Equipe                     | Tempo    |
| 1. | Michael Matthews   | Orica-GreenEDGE            | 3h57m07s |
| 2. | Michał Kwiatkowski | Etixx-Quick Step           | + 0s     |
| 3. | Ilnur Zakarin      | Katusha                    | + 0s     |
| 4. | Kévin Réza         | FDJ                        | + 0s     |
| 5. | Tony Gallopin      | Lotto-Soudal               | + 0s     |
| 6. | Julien Simon       | Cofidis, Solutions Crédits | + 0s     |
| 7. | Fabio Felline      | Trek Factory Racing        | + 0s     |
| 8. | Valerio Agnoli     | Astana                     | + 0s     |
| 9. | Petr Vakoč         | Etixx-Quick Step           | + 0s     |
| 10. | Daniel Moreno      | Katusha                    | + 0s     |

### Etapa 2
| Bilbau - Vitoria-Gasteiz | média montanha | (175,4 km) |

| \| Classificação por etapas \| Classificação por etapas \| Classificação por etapas \| Classificação por etapas \| Classificação por etapas \| \| Ciclista \| Ciclista \| Equipe \| Tempo \| \| \| ------------------------ \| ------------------------ \| -------------------------- \| ------------------------ \| ------------------------ \| \| 1. \| Fabio Felline \| Trek Factory Racing \| 4h32m32s \| \| \| 2. \| Michael Matthews \| Orica-GreenEDGE \| + 0s \| \| \| 3. \| Tony Gallopin \| Lotto-Soudal \| + 0s \| \| \| 4. \| Michał Kwiatkowski \| Etixx-Quick Step \| + 0s \| \| \| 5. \| Philippe Gilbert \| BMC Racing Team \| + 0s \| \| \| 6. \| Kévin Réza \| FDJ \| + 0s \| \| \| 7. \| Julien Simon \| Cofidis, Solutions Crédits \| + 0s \| \| \| 8. \| Pello Bilbao \| Caja Rural-Seguros RGA \| + 0s \| \| \| 9. \| Valerio Agnoli \| Astana \| + 0s \| \| \| 10. \| Gianni Meersman \| Etixx-Quick Step \| + 0s \| \| |                    |                            |          |
| |                    |                            |          |
| |                    |                            |          |
| Classificação por etapas |                    |                            |          |
| Ciclista | Ciclista           | Equipe                     | Tempo    |
| 1. | Fabio Felline      | Trek Factory Racing        | 4h32m32s |
| 2. | Michael Matthews   | Orica-GreenEDGE            | + 0s     |
| 3. | Tony Gallopin      | Lotto-Soudal               | + 0s     |
| 4. | Michał Kwiatkowski | Etixx-Quick Step           | + 0s     |
| 5. | Philippe Gilbert   | BMC Racing Team            | + 0s     |
| 6. | Kévin Réza         | FDJ                        | + 0s     |
| 7. | Julien Simon       | Cofidis, Solutions Crédits | + 0s     |
| 8. | Pello Bilbao       | Caja Rural-Seguros RGA     | + 0s     |
| 9. | Valerio Agnoli     | Astana                     | + 0s     |
| 10. | Gianni Meersman    | Etixx-Quick Step           | + 0s     |

| \| Classificação geral \| Classificação geral \| Classificação geral \| Classificação geral \| Classificação geral \| \| Ciclista \| Ciclista \| Equipe \| Tempo \| \| \| ------------------- \| ------------------- \| -------------------------- \| ------------------- \| ------------------- \| \| 1. \| Michael Matthews \| Orica-GreenEDGE \| 8h29m39s \| \| \| 2. \| Michał Kwiatkowski \| Etixx-Quick Step \| + 0s \| \| \| 3. \| Fabio Felline \| Trek Factory Racing \| + 0s \| \| \| 4. \| Tony Gallopin \| Lotto-Soudal \| + 0s \| \| \| 5. \| Kévin Réza \| FDJ \| + 0s \| \| \| 6. \| Julien Simon \| Cofidis, Solutions Crédits \| + 0s \| \| \| 7. \| Valerio Agnoli \| Astana \| + 0s \| \| \| 8. \| Pello Bilbao \| Caja Rural-Seguros RGA \| + 0s \| \| \| 9. \| Daniel Moreno \| Katusha \| + 0s \| \| \| 10. \| Petr Vakoč \| Etixx-Quick Step \| + 0s \| \| |                    |                            |          |
| |                    |                            |          |
| |                    |                            |          |
| Classificação geral |                    |                            |          |
| Ciclista | Ciclista           | Equipe                     | Tempo    |
| 1. | Michael Matthews   | Orica-GreenEDGE            | 8h29m39s |
| 2. | Michał Kwiatkowski | Etixx-Quick Step           | + 0s     |
| 3. | Fabio Felline      | Trek Factory Racing        | + 0s     |
| 4. | Tony Gallopin      | Lotto-Soudal               | + 0s     |
| 5. | Kévin Réza         | FDJ                        | + 0s     |
| 6. | Julien Simon       | Cofidis, Solutions Crédits | + 0s     |
| 7. | Valerio Agnoli     | Astana                     | + 0s     |
| 8. | Pello Bilbao       | Caja Rural-Seguros RGA     | + 0s     |
| 9. | Daniel Moreno      | Katusha                    | + 0s     |
| 10. | Petr Vakoč         | Etixx-Quick Step           | + 0s     |

### Etapa 3
| Vitoria-Gasteiz - Zumarraga | média montanha | (170,7 km) |

| \| Classificação por etapas \| Classificação por etapas \| Classificação por etapas \| Classificação por etapas \| Classificação por etapas \| \| Ciclista \| Ciclista \| Equipe \| Tempo \| \| \| ------------------------ \| ------------------------ \| ------------------------ \| ------------------------ \| ------------------------ \| \| 1. \| Joaquim Rodríguez \| Katusha \| 4h39m02s \| \| \| 2. \| Sergio Henao \| Team Sky \| + 0s \| \| \| 3. \| Nairo Quintana \| Movistar Team \| + 0s \| \| \| 4. \| Michał Kwiatkowski \| Etixx-Quick Step \| + 7s \| \| \| 5. \| Rafał Majka \| Tinkoff-Saxo \| + 7s \| \| \| 6. \| Michele Scarponi \| Astana \| + 7s \| \| \| 7. \| Samuel Sánchez \| BMC Racing Team \| + 7s \| \| \| 8. \| Simon Yates \| Orica-GreenEDGE \| + 10s \| \| \| 9. \| Simon Špilak \| Katusha \| + 10s \| \| \| 10. \| Tejay van Garderen \| BMC Racing Team \| + 10s \| \| |                    |                  |          |
| |                    |                  |          |
| |                    |                  |          |
| Classificação por etapas |                    |                  |          |
| Ciclista | Ciclista           | Equipe           | Tempo    |
| 1. | Joaquim Rodríguez  | Katusha          | 4h39m02s |
| 2. | Sergio Henao       | Team Sky         | + 0s     |
| 3. | Nairo Quintana     | Movistar Team    | + 0s     |
| 4. | Michał Kwiatkowski | Etixx-Quick Step | + 7s     |
| 5. | Rafał Majka        | Tinkoff-Saxo     | + 7s     |
| 6. | Michele Scarponi   | Astana           | + 7s     |
| 7. | Samuel Sánchez     | BMC Racing Team  | + 7s     |
| 8. | Simon Yates        | Orica-GreenEDGE  | + 10s    |
| 9. | Simon Špilak       | Katusha          | + 10s    |
| 10. | Tejay van Garderen | BMC Racing Team  | + 10s    |

| \| Classificação geral \| Classificação geral \| Classificação geral \| Classificação geral \| Classificação geral \| \| Ciclista \| Ciclista \| Equipe \| Tempo \| \| \| ------------------- \| ------------------- \| ------------------- \| ------------------- \| ------------------- \| \| 1. \| Sergio Henao \| Team Sky \| 13h08m41s \| \| \| 2. \| Joaquim Rodríguez \| Katusha \| + 0s \| \| \| 3. \| Nairo Quintana \| Movistar Team \| + 0s \| \| \| 4. \| Michał Kwiatkowski \| Etixx-Quick Step \| + 7s \| \| \| 5. \| Samuel Sánchez \| BMC Racing Team \| + 7s \| \| \| 6. \| Rafał Majka \| Tinkoff-Saxo \| + 7s \| \| \| 7. \| Michele Scarponi \| Astana \| + 7s \| \| \| 8. \| Daniel Moreno \| Katusha \| + 10s \| \| \| 9. \| Alexis Vuillermoz \| AG2R La Mondiale \| + 10s \| \| \| 10. \| Tejay van Garderen \| BMC Racing Team \| + 10s \| \| |                    |                  |           |
| |                    |                  |           |
| |                    |                  |           |
| Classificação geral |                    |                  |           |
| Ciclista | Ciclista           | Equipe           | Tempo     |
| 1. | Sergio Henao       | Team Sky         | 13h08m41s |
| 2. | Joaquim Rodríguez  | Katusha          | + 0s      |
| 3. | Nairo Quintana     | Movistar Team    | + 0s      |
| 4. | Michał Kwiatkowski | Etixx-Quick Step | + 7s      |
| 5. | Samuel Sánchez     | BMC Racing Team  | + 7s      |
| 6. | Rafał Majka        | Tinkoff-Saxo     | + 7s      |
| 7. | Michele Scarponi   | Astana           | + 7s      |
| 8. | Daniel Moreno      | Katusha          | + 10s     |
| 9. | Alexis Vuillermoz  | AG2R La Mondiale | + 10s     |
| 10. | Tejay van Garderen | BMC Racing Team  | + 10s     |

### Etapa 4
| Zumarraga - Arrate | alta montanha | (162,2 km) |

| \| Classificação por etapas \| Classificação por etapas \| Classificação por etapas \| Classificação por etapas \| Classificação por etapas \| \| Ciclista \| Ciclista \| Equipe \| Tempo \| \| \| ------------------------ \| ------------------------ \| ------------------------ \| ------------------------ \| ------------------------ \| \| 1. \| Joaquim Rodríguez \| Katusha \| 4h05m10s \| \| \| 2. \| Bauke Mollema \| Trek Factory Racing \| + 0s \| \| \| 3. \| Simon Yates \| Orica-GreenEDGE \| + 0s \| \| \| 4. \| Ion Izagirre \| Movistar Team \| + 0s \| \| \| 5. \| Sergio Henao \| Team Sky \| + 0s \| \| \| 6. \| Michele Scarponi \| Astana \| + 0s \| \| \| 7. \| Nairo Quintana \| Movistar Team \| + 0s \| \| \| 8. \| Ilnur Zakarin \| Katusha \| + 0s \| \| \| 9. \| Rui Costa \| Lampre-Merida \| + 0s \| \| \| 10. \| Thibaut Pinot \| FDJ \| + 0s \| \| |                   |                     |          |
| |                   |                     |          |
| |                   |                     |          |
| Classificação por etapas |                   |                     |          |
| Ciclista | Ciclista          | Equipe              | Tempo    |
| 1. | Joaquim Rodríguez | Katusha             | 4h05m10s |
| 2. | Bauke Mollema     | Trek Factory Racing | + 0s     |
| 3. | Simon Yates       | Orica-GreenEDGE     | + 0s     |
| 4. | Ion Izagirre      | Movistar Team       | + 0s     |
| 5. | Sergio Henao      | Team Sky            | + 0s     |
| 6. | Michele Scarponi  | Astana              | + 0s     |
| 7. | Nairo Quintana    | Movistar Team       | + 0s     |
| 8. | Ilnur Zakarin     | Katusha             | + 0s     |
| 9. | Rui Costa         | Lampre-Merida       | + 0s     |
| 10. | Thibaut Pinot     | FDJ                 | + 0s     |

| \| Classificação geral \| Classificação geral \| Classificação geral \| Classificação geral \| Classificação geral \| \| Ciclista \| Ciclista \| Equipe \| Tempo \| \| \| ------------------- \| ------------------- \| ------------------- \| ------------------- \| ------------------- \| \| 1. \| Sergio Henao \| Team Sky \| 17h13m51s \| \| \| 2. \| Joaquim Rodríguez \| Katusha \| + 0s \| \| \| 3. \| Nairo Quintana \| Movistar Team \| + 0s \| \| \| 4. \| Michele Scarponi \| Astana \| + 7s \| \| \| 5. \| Bauke Mollema \| Trek Factory Racing \| + 10s \| \| \| 6. \| Ilnur Zakarin \| Katusha \| + 10s \| \| \| 7. \| Tejay van Garderen \| BMC Racing Team \| + 10s \| \| \| 8. \| Ion Izagirre \| Movistar Team \| + 10s \| \| \| 9. \| Simon Yates \| Orica-GreenEDGE \| + 10s \| \| \| 10. \| Simon Špilak \| Katusha \| + 10s \| \| |                    |                     |           |
| |                    |                     |           |
| |                    |                     |           |
| Classificação geral |                    |                     |           |
| Ciclista | Ciclista           | Equipe              | Tempo     |
| 1. | Sergio Henao       | Team Sky            | 17h13m51s |
| 2. | Joaquim Rodríguez  | Katusha             | + 0s      |
| 3. | Nairo Quintana     | Movistar Team       | + 0s      |
| 4. | Michele Scarponi   | Astana              | + 7s      |
| 5. | Bauke Mollema      | Trek Factory Racing | + 10s     |
| 6. | Ilnur Zakarin      | Katusha             | + 10s     |
| 7. | Tejay van Garderen | BMC Racing Team     | + 10s     |
| 8. | Ion Izagirre       | Movistar Team       | + 10s     |
| 9. | Simon Yates        | Orica-GreenEDGE     | + 10s     |
| 10. | Simon Špilak       | Katusha             | + 10s     |

### Etapa 5
| Eibar - Aia | média montanha | (155,5 km) |

| \| Classificação por etapas \| Classificação por etapas \| Classificação por etapas \| Classificação por etapas \| Classificação por etapas \| \| Ciclista \| Ciclista \| Equipe \| Tempo \| \| \| ------------------------ \| ------------------------ \| ------------------------ \| ------------------------ \| ------------------------ \| \| 1. \| Mikel Landa \| Astana \| 4h06m01s \| \| \| 2. \| Tim Wellens \| Lotto-Soudal \| + 3s \| \| \| 3. \| Tom Danielson \| Cannondale-Garmin \| + 16s \| \| \| 4. \| Rein Taaramäe \| Astana \| + 28s \| \| \| 5. \| Tony Gallopin \| Lotto-Soudal \| + 38s \| \| \| 6. \| Simon Yates \| Orica-GreenEDGE \| + 53s \| \| \| 7. \| Sergio Henao \| Team Sky \| + 56s \| \| \| 8. \| Joaquim Rodríguez \| Katusha \| + 56s \| \| \| 9. \| Tom Slagter \| Cannondale-Garmin \| + 1m05s \| \| \| 10. \| Alexis Vuillermoz \| AG2R La Mondiale \| + 1m06s \| \| |                   |                   |          |
| |                   |                   |          |
| |                   |                   |          |
| Classificação por etapas |                   |                   |          |
| Ciclista | Ciclista          | Equipe            | Tempo    |
| 1. | Mikel Landa       | Astana            | 4h06m01s |
| 2. | Tim Wellens       | Lotto-Soudal      | + 3s     |
| 3. | Tom Danielson     | Cannondale-Garmin | + 16s    |
| 4. | Rein Taaramäe     | Astana            | + 28s    |
| 5. | Tony Gallopin     | Lotto-Soudal      | + 38s    |
| 6. | Simon Yates       | Orica-GreenEDGE   | + 53s    |
| 7. | Sergio Henao      | Team Sky          | + 56s    |
| 8. | Joaquim Rodríguez | Katusha           | + 56s    |
| 9. | Tom Slagter       | Cannondale-Garmin | + 1m05s  |
| 10. | Alexis Vuillermoz | AG2R La Mondiale  | + 1m06s  |

| \| Classificação geral \| Classificação geral \| Classificação geral \| Classificação geral \| Classificação geral \| \| Ciclista \| Ciclista \| Equipe \| Tempo \| \| \| ------------------- \| ------------------- \| ------------------- \| ------------------- \| ------------------- \| \| 1. \| Sergio Henao \| Team Sky \| 21h20m48s \| \| \| 2. \| Joaquim Rodríguez \| Katusha \| + 0s \| \| \| 3. \| Simon Yates \| Orica-GreenEDGE \| + 7s \| \| \| 4. \| Nairo Quintana \| Movistar Team \| + 12s \| \| \| 5. \| Michele Scarponi \| Astana \| + 22s \| \| \| 6. \| Simon Špilak \| Katusha \| + 22s \| \| \| 7. \| Ilnur Zakarin \| Katusha \| + 28s \| \| \| 8. \| Ion Izagirre \| Movistar Team \| + 28s \| \| \| 9. \| Tejay van Garderen \| BMC Racing Team \| + 36s \| \| \| 10. \| Thibaut Pinot \| FDJ \| + 36s \| \| |                    |                 |           |
| |                    |                 |           |
| |                    |                 |           |
| Classificação geral |                    |                 |           |
| Ciclista | Ciclista           | Equipe          | Tempo     |
| 1. | Sergio Henao       | Team Sky        | 21h20m48s |
| 2. | Joaquim Rodríguez  | Katusha         | + 0s      |
| 3. | Simon Yates        | Orica-GreenEDGE | + 7s      |
| 4. | Nairo Quintana     | Movistar Team   | + 12s     |
| 5. | Michele Scarponi   | Astana          | + 22s     |
| 6. | Simon Špilak       | Katusha         | + 22s     |
| 7. | Ilnur Zakarin      | Katusha         | + 28s     |
| 8. | Ion Izagirre       | Movistar Team   | + 28s     |
| 9. | Tejay van Garderen | BMC Racing Team | + 36s     |
| 10. | Thibaut Pinot      | FDJ             | + 36s     |

### Etapa 6
| Aia - Aia | contrarrelógio individual | (18,3 km) |

| \| Classificação por etapas \| Classificação por etapas \| Classificação por etapas \| Classificação por etapas \| Classificação por etapas \| \| Ciclista \| Ciclista \| Equipe \| Tempo \| \| \| ------------------------ \| ------------------------ \| ------------------------ \| ------------------------ \| ------------------------ \| \| 1. \| Tom Dumoulin \| Giant-Alpecin \| 28m46s \| \| \| 2. \| Joaquim Rodríguez \| Katusha \| + 4s \| \| \| 3. \| Ion Izagirre \| Movistar Team \| + 5s \| \| \| 4. \| Sergio Henao \| Team Sky \| + 17s \| \| \| 5. \| Beñat Intxausti \| Movistar Team \| + 21s \| \| \| 6. \| Fabio Felline \| Trek Factory Racing \| + 23s \| \| \| 7. \| Nairo Quintana \| Movistar Team \| + 30s \| \| \| 8. \| Rui Costa \| Lampre-Merida \| + 34s \| \| \| 9. \| Rein Taaramäe \| Astana \| + 36s \| \| \| 10. \| Michał Kwiatkowski \| Etixx-Quick Step \| + 37s \| \| |                    |                     |        |
| |                    |                     |        |
| |                    |                     |        |
| Classificação por etapas |                    |                     |        |
| Ciclista | Ciclista           | Equipe              | Tempo  |
| 1. | Tom Dumoulin       | Giant-Alpecin       | 28m46s |
| 2. | Joaquim Rodríguez  | Katusha             | + 4s   |
| 3. | Ion Izagirre       | Movistar Team       | + 5s   |
| 4. | Sergio Henao       | Team Sky            | + 17s  |
| 5. | Beñat Intxausti    | Movistar Team       | + 21s  |
| 6. | Fabio Felline      | Trek Factory Racing | + 23s  |
| 7. | Nairo Quintana     | Movistar Team       | + 30s  |
| 8. | Rui Costa          | Lampre-Merida       | + 34s  |
| 9. | Rein Taaramäe      | Astana              | + 36s  |
| 10. | Michał Kwiatkowski | Etixx-Quick Step    | + 37s  |

## Classificações finais
- As classificações finalizaram da seguinte forma[8]:

### Classificação geral
| \| Classificação geral \| Classificação geral \| Classificação geral \| Classificação geral \| Classificação geral \| \| Ciclista \| Ciclista \| Equipe \| Tempo \| \| \| ------------------- \| ---------------------- \| ------------------- \| ------------------- \| ------------------- \| \| 1. \| Joaquim Rodríguez \| Katusha \| 21h49m38s \| \| \| 2. \| Sergio Henao \| Team Sky \| + 13s \| \| \| 3. \| Ion Izagirre \| Movistar Team \| + 29s \| \| \| 4. \| Nairo Quintana \| Movistar Team \| + 38s \| \| \| 5. \| Simon Yates \| Orica-GreenEDGE \| + 46s \| \| \| 6. \| Michele Scarponi \| Astana \| + 1m06s \| \| \| 7. \| Rui Costa \| Lampre-Merida \| + 1m14s \| \| \| 8. \| Michał Kwiatkowski \| Etixx-Quick Step \| + 1m15s \| \| \| 9. \| Ilnur Zakarin \| Katusha \| + 1m25s \| \| \| 10. \| Thibaut Pinot \| FDJ \| + 1m33s \| \| \| 11. \| Tejay van Garderen \| BMC Racing Team \| + 1m35s \| \| \| 12. \| Simon Špilak \| Katusha \| + 1m37s \| \| \| 13. \| Samuel Sánchez \| BMC Racing Team \| + 1m55s \| \| \| 14. \| Alexis Vuillermoz \| AG2R La Mondiale \| + 2m40s \| \| \| 15. \| Rafał Majka \| Tinkoff-Saxo \| + 3m11s \| \| \| 16. \| Jean-Christophe Péraud \| AG2R La Mondiale \| + 3m16s \| \| \| 17. \| David López García \| Team Sky \| + 4m07s \| \| \| 18. \| Luis León Sánchez \| Astana \| + 4m29s \| \| \| 19. \| Darwin Atapuma \| BMC Racing Team \| + 4m29s \| \| \| 20. \| Daniel Moreno \| Katusha \| + 4m48s \| \| |                        |                  |           |
| |                        |                  |           |
| Fonte: ProCyclingStats |                        |                  |           |
| Classificação geral |                        |                  |           |
| Ciclista | Ciclista               | Equipe           | Tempo     |
| 1. | Joaquim Rodríguez      | Katusha          | 21h49m38s |
| 2. | Sergio Henao           | Team Sky         | + 13s     |
| 3. | Ion Izagirre           | Movistar Team    | + 29s     |
| 4. | Nairo Quintana         | Movistar Team    | + 38s     |
| 5. | Simon Yates            | Orica-GreenEDGE  | + 46s     |
| 6. | Michele Scarponi       | Astana           | + 1m06s   |
| 7. | Rui Costa              | Lampre-Merida    | + 1m14s   |
| 8. | Michał Kwiatkowski     | Etixx-Quick Step | + 1m15s   |
| 9. | Ilnur Zakarin          | Katusha          | + 1m25s   |
| 10. | Thibaut Pinot          | FDJ              | + 1m33s   |
| 11. | Tejay van Garderen     | BMC Racing Team  | + 1m35s   |
| 12. | Simon Špilak           | Katusha          | + 1m37s   |
| 13. | Samuel Sánchez         | BMC Racing Team  | + 1m55s   |
| 14. | Alexis Vuillermoz      | AG2R La Mondiale | + 2m40s   |
| 15. | Rafał Majka            | Tinkoff-Saxo     | + 3m11s   |
| 16. | Jean-Christophe Péraud | AG2R La Mondiale | + 3m16s   |
| 17. | David López García     | Team Sky         | + 4m07s   |
| 18. | Luis León Sánchez      | Astana           | + 4m29s   |
| 19. | Darwin Atapuma         | BMC Racing Team  | + 4m29s   |
| 20. | Daniel Moreno          | Katusha          | + 4m48s   |

### Classificação da regularidade
| Classificação por pontos | Classificação por pontos | Classificação por pontos | Classificação por pontos | Classificação por pontos |
| Ciclista                 | Ciclista                 | Equipe                   | Pontos                   |                          |
| ------------------------ | ------------------------ | ------------------------ | ------------------------ | ------------------------ |
| 1.                       | Joaquim Rodríguez        | Katusha                  | 78 pts                   |                          |
| 2.                       | Michał Kwiatkowski       | Etixx-Quick Step         | 62 pts                   |                          |
| 3.                       | Sebastián Henao          | Team Sky                 | 55 pts                   |                          |
| 4.                       | Fabio Felline            | Trek Factory Racing      | 44 pts                   |                          |
| 5.                       | Simon Yates              | Orica-GreenEDGE          | 38 pts                   |                          |
| 6.                       | Nairo Quintana           | Movistar Team            | 37 pts                   |                          |
| 7.                       | Ion Izagirre             | Movistar Team            | 36 pts                   |                          |
| 8.                       | Ilnur Zakarin            | Katusha                  | 30 pts                   |                          |
| 9.                       | Mikel Landa              | Astana                   | 25 pts                   |                          |
| 10.                      | Tom Dumoulin             | Giant-Alpecin            | 25 pts                   |                          |

### Classificação da montanha
| Classificação da montanha | Classificação da montanha | Classificação da montanha | Classificação da montanha | Classificação da montanha |
| Ciclista                  | Ciclista                  | Equipe                    | Pontos                    |                           |
| ------------------------- | ------------------------- | ------------------------- | ------------------------- | ------------------------- |
| 1.                        | Omar Fraile               | Caja Rural-Seguros RGA    | 81 pts                    |                           |
| 2.                        | Amets Txurruka            | Caja Rural-Seguros RGA    | 45 pts                    |                           |
| 3.                        | Tom Danielson             | Cannondale-Garmin         | 33 pts                    |                           |
| 4.                        | Tony Martin               | Etixx-Quick Step          | 23 pts                    |                           |
| 5.                        | Sergio Henao              | Team Sky                  | 22 pts                    |                           |
| 6.                        | Mikel Landa               | Astana                    | 17 pts                    |                           |
| 7.                        | Sébastien Reichenbach     | IAM Cycling               | 17 pts                    |                           |
| 8.                        | Sander Armée              | Lotto-Soudal              | 15 pts                    |                           |
| 9.                        | Hugh Carthy               | Caja Rural-Seguros RGA    | 15 pts                    |                           |
| 10.                       | Pello Bilbao              | Caja Rural-Seguros RGA    | 13 pts                    |                           |

### Classificação das metas volantes
| Classificação por velocidade | Classificação por velocidade | Classificação por velocidade | Classificação por velocidade | Classificação por velocidade |
| Ciclista                     | Ciclista                     | Equipe                       | Pontos                       |                              |
| ---------------------------- | ---------------------------- | ---------------------------- | ---------------------------- | ---------------------------- |
| 1.                           | Louis Vervaeke               | Lotto-Soudal                 | 12 pts                       |                              |
| 2.                           | Omar Fraile                  | Caja Rural-Seguros RGA       | 11 pts                       |                              |
| 3.                           | Tom Danielson                | Cannondale-Garmin            | 10 pts                       |                              |
| 4.                           | Amets Txurruka               | Caja Rural-Seguros RGA       | 10 pts                       |                              |
| 5.                           | Tony Martin                  | Etixx-Quick Step             | 7 pts                        |                              |

### Classificação por equipas
| Classificação por equipes | Classificação por equipes | Classificação por equipes | Classificação por equipes |
| Equipe                    | Equipe                    | Tempo                     |                           |
| ------------------------- | ------------------------- | ------------------------- | ------------------------- |
| 1.                        | Katusha                   | 65h31m56s                 |                           |
| 2.                        | BMC Racing Team           | + 3m09s                   |                           |
| 3.                        | Movistar Team             | + 3m16s                   |                           |
| 4.                        | Astana                    | + 4m24s                   |                           |
| 5.                        | Sky                       | + 14m18s                  |                           |

## Evolução das classificações
| Etapa (Vencedor)              | Classificação geral | Classificação da montanha | Classificação da regularidade | Classificação de as metas volantes | Classificação por equipas |
| ----------------------------- | ------------------- | ------------------------- | ----------------------------- | ---------------------------------- | ------------------------- |
| 1.ª etapa (Michael Matthews)  | Michael Matthews    | Omar Fraile               | Michael Matthews              | Omar Fraile                        | Etixx-Quick Step          |
| 2.ª etapa (Fabio Felline)     | Michael Matthews    | Amets Txurruka            | Michael Matthews              | Louis Vervaeke                     | Etixx-Quick Step          |
| 3.ª etapa (Joaquim Rodríguez) | Sergio Henao        | Omar Fraile               | Michał Kwiatkowski            | Louis Vervaeke                     | Katusha                   |
| 4.ª etapa (Joaquim Rodríguez) | Sergio Henao        | Omar Fraile               | Michał Kwiatkowski            | Louis Vervaeke                     | Katusha                   |
| 5.ª etapa (Mikel Landa)       | Sergio Henao        | Omar Fraile               | Joaquim Rodríguez             | Louis Vervaeke                     | Katusha                   |
| 6.ª etapa (Tom Dumoulin)      | Joaquim Rodríguez   | Omar Fraile               | Joaquim Rodríguez             | Louis Vervaeke                     | Katusha                   |
| Final                         | Joaquim Rodríguez   | Omar Fraile               | Joaquim Rodríguez             | Louis Vervaeke                     | Katusha                   |

## Lista de participantes
A seguinte tabela mostra a lista dos participantes, a posição final da cada um e no caso de abandono, a etapa na qual deixaram de participar da Volta ao País Basco de 2015 (veja a legenda):
| Tinkoff-Saxo TCS | Tinkoff-Saxo TCS     | Tinkoff-Saxo TCS |
| ---------------- | -------------------- | ---------------- |
| Dorsal           | Corredor             | Pos.             |
| 1                | Rafał Majka          | 15.º             |
| 2                | Edward Beltrán       | 96.º             |
| 3                | Robert Kiserlovski   | NP-4             |
| 4                | Evgeni Petrov        | 102.º            |
| 5                | Bruno Pires          | 71.º             |
| 6                | Paweł Poljański      | 35 .º            |
| 7                | Chris Anker Sørensen | 40.º             |
| 8                | Oliver Zaugg         | AB-5             |

| BMC Racing BMC | BMC Racing BMC     | BMC Racing BMC |
| -------------- | ------------------ | -------------- |
| Dorsal         | Corredor           | Pos.           |
| 11             | Tejay Van Garderen | 11.º           |
| 12             | Philippe Gilbert   | 25.º           |
| 13             | Samuel Sánchez     | 13.º           |
| 14             | Darwin Atapuma     | 19.º           |
| 15             | Brent Bookwalter   | 81.º           |
| 16             | Rohan Dennis       | 42.º           |
| 17             | Joey Rosskopf      | 105.º          |
| 18             | Peter Stetina      | NP-2           |

| Sky SKY | Sky SKY             | Sky SKY |
| ------- | ------------------- | ------- |
| Dorsal  | Corredor            | Pos.    |
| 21      | Mikel Nieve         | 45.º    |
| 22      | Sergio Henao        | 2.º     |
| 23      | Vasil Kiryienka     | 41.º    |
| 24      | David López         | 17.º    |
| 25      | Danny Pate          | AB-5    |
| 26      | Kanstantsin Siutsou | 46.º    |
| 27      | Ben Swift           | AB-2    |
| 28      | Xabier Zandio       | 90.º    |

| Movistar MOV | Movistar MOV         | Movistar MOV |
| ------------ | -------------------- | ------------ |
| Dorsal       | Corredor             | Pos.         |
| 31           | Nairo Quintana       | 4.º          |
| 32           | Giovanni Visconti    | NP-6         |
| 33           | Igor Antón           | NP-6         |
| 34           | Jonathan Castroviejo | NP-6         |
| 35           | José Herrada         | NP-6         |
| 36           | Beñat Intxausti      | 30.º         |
| 37           | Gorka Izagirre       | 62.º         |
| 38           | Íon Izagirre         | 3.º          |

| Giant-Alpecin TGA | Giant-Alpecin TGA   | Giant-Alpecin TGA |
| ----------------- | ------------------- | ----------------- |
| Dorsal            | Corredor            | Pos.              |
| 41                | Tom Dumoulin        | 29.º              |
| 42                | Lawson Craddock     | 75.º              |
| 43                | Caleb Fairly        | AB-6              |
| 44                | Johannes Fröhlinger | NP-6              |
| 45                | Cheng Ji            | AB-4              |
| 46                | Fredrik Ludvigsson  | AB-4              |
| 47                | Carter Jones        | AB-4              |
| 48                | Thierry Hupond      | NP-4              |

| AG2R La Mondiale ALM | AG2R La Mondiale ALM   | AG2R La Mondiale ALM |
| -------------------- | ---------------------- | -------------------- |
| Dorsal               | Corredor               | Pos.                 |
| 51                   | Jean-Christophe Péraud | 16.º                 |
| 52                   | Carlos Betancur        | 98.º                 |
| 53                   | Julien Bérard          | 99.º                 |
| 54                   | Hubert Dupont          | 36.º                 |
| 55                   | Matteo Montaguti       | NP-6                 |
| 56                   | Rinaldo Nocentini      | 86.º                 |
| 57                   | Mikaël Cherel          | 50.º                 |
| 58                   | Alexis Vuillermoz      | 14.º                 |

| Orica GreenEDGE OGE | Orica GreenEDGE OGE | Orica GreenEDGE OGE |
| ------------------- | ------------------- | ------------------- |
| Dorsal              | Corredor            | Pos.                |
| 61                  | Michael Albasini    | 55.º                |
| 62                  | Simon Gerrans       | NP-6                |
| 63                  | Esteban Chaves      | 21.º                |
| 64                  | Daryl Impey         | 52.º                |
| 65                  | Michael Matthews    | NP-6                |
| 66                  | Pieter Weening      | 60.º                |
| 67                  | Adam Yates          | NP-2                |
| 68                  | Simon Yates         | 5.º                 |

| IAM Cycling IAM | IAM Cycling IAM       | IAM Cycling IAM |
| --------------- | --------------------- | --------------- |
| Dorsal          | Corredor              | Pos.            |
| 71              | Jérôme Coppel         | AB-4            |
| 72              | Clément Chevrier      | 70.º            |
| 73              | Jonathan Fumeaux      | 66.º            |
| 74              | Jarlinson Pantano     | AB-2            |
| 75              | Patrick Schelling     | AB-4            |
| 76              | Sébastien Reichenbach | 79.º            |
| 77              | David Tanner          | AB-4            |
| 78              | Larry Warbasse        | 76.º            |

| Lotto NL-Jumbo TLJ | Lotto NL-Jumbo TLJ | Lotto NL-Jumbo TLJ |
| ------------------ | ------------------ | ------------------ |
| Dorsal             | Corredor           | Pos.               |
| 81                 | Mike Teunissen     | FC-1               |
| 82                 | George Bennett     | 58.º               |
| 83                 | Brian Bulgaç       | AB-2               |
| 84                 | Kevin De Weert     | 100.º              |
| 85                 | Bert-Jan Lindeman  | AB-5               |
| 86                 | Martijn Keizer     | NP-4               |
| 87                 | Timo Roosen        | 106.º              |
| 88                 | Nick Van der Lijke | 84.º               |

| Astana AST | Astana AST           | Astana AST |
| ---------- | -------------------- | ---------- |
| Dorsal     | Corredor             | Pos.       |
| 91         | Mikel Landa          | 22.º       |
| 92         | Michele Scarponi     | 6.º        |
| 93         | Bakhtiyar Kozhatayev | 97.º       |
| 94         | Valerio Agnoli       | 74.º       |
| 95         | Alessandro Vanotti   | 104 .º     |
| 96         | Luis León Sánchez    | 18.º       |
| 97         | Rein Taaramäe        | 47.º       |
| 98         | Lieuwe Westra        | AB-5       |

| Lotto-Soudal LTS | Lotto-Soudal LTS   | Lotto-Soudal LTS |
| ---------------- | ------------------ | ---------------- |
| Dorsal           | Corredor           | Pos.             |
| 101              | Tony Gallopin      | NP-6             |
| 102              | Maxime Monfort     | 43.º             |
| 103              | Bart De Clercq     | 34.º             |
| 104              | Louis Vervaeke     | 68.º             |
| 105              | Tosh Van Der Sande | AB-2             |
| 106              | Sander Armée       | 54.º             |
| 107              | Jelle Vanendert    | NP-6             |
| 108              | Tim Wellens        | NP-6             |

| Etixx-Quick Step EQS | Etixx-Quick Step EQS | Etixx-Quick Step EQS |
| -------------------- | -------------------- | -------------------- |
| Dorsal               | Corredor             | Pos.                 |
| 111                  | Michał Kwiatkowski   | 8.º                  |
| 112                  | Tony Martin          | 32.º                 |
| 113                  | Julien Vermote       | 88.º                 |
| 114                  | David de la Cruz     | 67.º                 |
| 115                  | Michał Gołaś         | 63.º                 |
| 116                  | Gianni Meersman      | NP-5                 |
| 117                  | Petr Vakoč           | 28.º                 |
| 118                  | Carlos Verona        | NP-5                 |

| Katusha KAT | Katusha KAT       | Katusha KAT |
| ----------- | ----------------- | ----------- |
| Dorsal      | Corredor          | Pos.        |
| 121         | Joaquim Rodríguez | 1.º         |
| 122         | Simon Špilak      | 12.º        |
| 123         | Daniel Moreno     | 20.º        |
| 124         | Alexandr Kolobnev | 80.º        |
| 125         | Maxim Belkov      | 103.º       |
| 126         | Sergey Lagutin    | NP-6        |
| 127         | Ángel Vicioso     | AB-4        |
| 128         | Ilnur Zakarin     | 9.º         |

| Lampre-Merida LAM | Lampre-Merida LAM | Lampre-Merida LAM |
| ----------------- | ----------------- | ----------------- |
| Dorsal            | Corredor          | Pos.              |
| 131               | Rui Costa         | 7.º               |
| 132               | Matteo Bono       | 94.º              |
| 133               | Mário Costa       | 101.º             |
| 134               | Valerio Conti     | 78.º              |
| 135               | Rubén Plaza       | 72.º              |
| 136               | Jan Polanc        | 23.º              |
| 137               | Jose Serpa        | 48.º              |
| 138               | Diego Ulissi      | 64.º              |

| FDJ    | FDJ                      | FDJ  |
| ------ | ------------------------ | ---- |
| Dorsal | Corredor                 | Pos. |
| 141    | Thibaut Pinot            | 10.º |
| 142    | Kenny Elissonde          | 73.º |
| 143    | Arnold Jeannesson        | AB-2 |
| 144    | Pierre-Henri Lecuisinier | AB-1 |
| 145    | Francis Mourey           | 83.º |
| 146    | Kévin Réza               | AB-4 |
| 147    | Jérémy Roy               | 95.º |
| 148    | Jussi Veikkanen          | AB-3 |

| Cannondale-Garmin TCG | Cannondale-Garmin TCG | Cannondale-Garmin TCG |
| --------------------- | --------------------- | --------------------- |
| Dorsal                | Corredor              | Pos.                  |
| 151                   | Andrew Talansky       | 49.º                  |
| 152                   | Tom Slagter           | 27.º                  |
| 153                   | Janier Acevedo        | AB-5                  |
| 154                   | Nathan Brown          | 77.º                  |
| 155                   | André Cardoso         | 51.º                  |
| 156                   | Thomas Danielson      | 33.º                  |
| 157                   | Davide Formolo        | 24.º                  |
| 158                   | Matej Mohorič         | 87.º                  |

| Trek Factory Racing TFR | Trek Factory Racing TFR | Trek Factory Racing TFR |
| ----------------------- | ----------------------- | ----------------------- |
| Dorsal                  | Corredor                | Pos.                    |
| 161                     | Bauke Mollema           | NP-6                    |
| 162                     | Fränk Schleck           | 57.º                    |
| 163                     | Haimar Zubeldia         | 38.º                    |
| 164                     | Julián Arredondo        | 69.º                    |
| 165                     | Calvin Watson           | AB-3                    |
| 166                     | Laurent Didier          | 93.º                    |
| 167                     | Fabio Felline           | 39.º                    |
| 168                     | Bob Jungels             | 31.º                    |

| Caja Rural-Seguros RGA CJR | Caja Rural-Seguros RGA CJR | Caja Rural-Seguros RGA CJR |
| -------------------------- | -------------------------- | -------------------------- |
| Dorsal                     | Corredor                   | Pos.                       |
| 171                        | Sergio Pardilla            | NP-2                       |
| 172                        | David Arroyo               | 65.º                       |
| 173                        | Pello Bilbao               | 56.º                       |
| 174                        | Hugh Carthy                | 85.º                       |
| 175                        | Fabricio Ferrari           | 82.º                       |
| 176                        | Omar Fraile                | 92.º                       |
| 177                        | Antonio Molina             | 91.º                       |
| 178                        | Amets Txurruka             | 59.º                       |

| Cofidis, Solutions Crédits COF | Cofidis, Solutions Crédits COF | Cofidis, Solutions Crédits COF |
| ------------------------------ | ------------------------------ | ------------------------------ |
| Dorsal                         | Corredor                       | Pos.                           |
| 182                            | Julien Simon                   | 53.º                           |
| 183                            | Yoann Bagot                    | 44.º                           |
| 184                            | Anthony Turgis                 | 89.º                           |
| 185                            | Nicolas Edet                   | NP-2                           |
| 186                            | Romain Hardy                   | 37.º                           |
| 187                            | Rudy Molard                    | 26.º                           |
| 188                            | Stéphane Rossetto              | 61.º                           |

## Legenda
| Legenda | Legenda                                       | Legenda | Legenda                                            |
| ------- | --------------------------------------------- | ------- | -------------------------------------------------- |
| Dorsal  | Dorsal de saída do ciclista                   | Pos     | Posição final na classificação geral               |
| AB      | Indica um ciclista que não tem finalizado     | FC      | Indica um ciclista que chegou fora do tempo limite |
| NP      | Indica um ciclista que não tem tomado a saída | EX      | Corredor excluído por não respeitar o regulamento  |

## UCI World Tour
A Volta ao País Basco outorgou pontos para o UCI WorldTour de 2015, somente para corredores de equipas UCI ProTeam. As seguintes tabelas são o barómetro de pontuação e os corredores que obtiveram pontos:
| Posição             | 1.º | 2.º | 3.º | 4.º | 5.º | 6.º | 7.º | 8.º | 9.º | 10.º |
| Classificação geral | 100 | 80  | 70  | 60  | 50  | 40  | 30  | 20  | 10  | 4    |
| Por etapa           | 6   | 4   | 2   | 1   | 1   |     |     |     |     |      |

| Ciclista           | Equipa           | Geral | Etapa | Total |
| ------------------ | ---------------- | ----- | ----- | ----- |
| Joaquim Rodríguez  | Katusha          | 100   | 16    | 116   |
| Sergio Henao       | Sky              | 80    | 6     | 86    |
| Ion Izagirre       | Movistar         | 70    | 3     | 73    |
| Nairo Quintana     | Movistar         | 60    | 2     | 62    |
| Simon Yates        | Orica GreenEDGE  | 50    | 2     | 52    |
| Michele Scarponi   | Astana           | 40    | -     | 40    |
| Rui Costa          | Lampre-Merida    | 30    | -     | 30    |
| Michał Kwiatkowski | Etixx-Quick Step | 20    | 6     | 26    |
| Ilnur Zakarin      | Katusha          | 10    | 2     | 12    |
| Michael Matthews   | Orica GreenEDGE  | -     | 10    | 10    |

| Resto de corredores | Resto de corredores | Resto de corredores | Resto de corredores | Resto de corredores |
| Ciclista            | Equipa              | Geral               | Etapa               | Total               |
| ------------------- | ------------------- | ------------------- | ------------------- | ------------------- |
| Fabio Felline       | Trek Factory Racing | -                   | 6                   | 6                   |
| Mikel Landa         | Astana              | -                   | 6                   | 6                   |
| Tom Dumoulin        | Giant-Alpecin       | -                   | 6                   | 6                   |
| Thibaut Pinot       | FDJ                 | 4                   | -                   | 4                   |
| Tony Gallopin       | Lotto Soudal        | -                   | 4                   | 4                   |
| Bauke Mollema       | Trek Factory Racing | -                   | 4                   | 4                   |
| Tim Wellens         | Lotto Soudal        | -                   | 4                   | 4                   |
| Tom Danielson       | Cannondale-Garmin   | -                   | 2                   | 2                   |
| Kévin Réza          | FDJ                 | -                   | 1                   | 1                   |
| Philippe Gilbert    | BMC Racing          | -                   | 1                   | 1                   |
| Rafał Majka         | Tinkoff-Saxo        | -                   | 1                   | 1                   |
| Rein Taaramäe       | Astana              | -                   | 1                   | 1                   |
| Beñat Intxausti     | Movistar            | -                   | 1                   | 1                   |